# De valse heelmeester
De valse heelmeester is het derde lange verhaal uit de serie Douwe Dabbert. Het stond als vervolgverhaal in de nrs. 41-1976 tot 2-1977 van de Donald Duck. De eerste albumuitgave was in 1978.

## Verhaal
Douwe Dabbert komt terecht in een fictief koninkrijk waarvan de naam in het verhaal onbekend blijft. De koning, Zebedeus, wordt bijna 24 uur per dag in slaap gehouden door zijn onbetrouwbare geneesheer baron Bral, die er 'in werkelijkheid' op uit is om zelf heerser van het land te worden. De baron dient Zebedeus voortdurend nieuwe dosissen van een slaapmiddel toe, onder voorwendsel dat het om medicijnen gaat. Intussen laat de baron de gedrogeerde koning allerlei merkwaardige contracten tekenen waarin bijvoorbeeld de belastingen steeds worden verhoogd, waarna de baron in naam van de koning zelf al het geld incasseert. Bral weet iedereen wijs te maken dat de koning aan een onbekende ziekte lijdt, alleen de dochter van Zebedeus heeft in de gaten wat er werkelijk gaande is. Zij wordt echter door Bral volledig onder de duim gehouden en gechanteerd; hij dreigt dat hij haar vader zal vermoorden als ze iets verklapt.
De prinses maakt kennis met Douwe en het jongetje Jochem, die het paleis weten binnen te dringen door zich voor te doen als gasten die door de prinses zijn uitgenodigd. Samen bedenken ze een plan om baron Bral publiekelijk te ontmaskeren. Dit lukt uiteindelijk en het land kan nu weer normaal worden geregeerd. De baron wordt voor straf verbannen.

## Achtergrond
Dit verhaal vertoont overeenkomsten met Tom Poes en de zieke hertog, een verhaal dat in 1942 uitkwam in de Bommelsaga. Piet Wijn, die later medewerker werd bij de Toonder Studio's, deed mogelijk hieruit inspiratie op. 